# Лукас, Карлос
Ка́рлос Лу́кас Манри́кес (исп. Carlos Lucas Manríquez; 4 июня 1930, Вильяррика, Араукания — 19 апреля 2022, Вильяррика, Араукания) — чилийский боксёр полутяжёлой весовой категории, выступал за сборную Чили во второй половине 1950-х годов. Бронзовый призёр летних Олимпийских игр в Мельбурне, обладатель бронзовой медали Панамериканских игр, участник многих международных турниров и матчевых встреч.

## Биография
Карлос Лукас родился 4 июня 1930 года в городе Вильяррика, провинция Каутин. Активно заниматься боксом начал в раннем детстве, проходил подготовку в одном из местных боксёрских клубов. Благодаря череде удачных выступлений удостоился права защищать честь страны на летних Олимпийских играх в Мельбурне — сумел дойти здесь до полуфинала полутяжёлой весовой категории, где по очкам проиграл румыну Георге Негря.
Получив бронзовую олимпийскую медаль, Лукас продолжил выходить на ринг в составе национальной сборной, принимая участие в крупнейших международных турнирах. Так, в 1959 году он съездил на Панамериканские игры в Чикаго, откуда привёз ещё одну награду бронзового достоинства — в полуфинале уступил американцу Эймосу Джонсону, затем в бою за третье место взял верх над канадцем Линди Линдмозером. В 1960 году спустился во второй средний вес и прошёл квалификацию на Олимпийские игры в Риме, однако повторить успех четырёхлетней давности не смог, уже во втором своём матче на турнире был нокаутирован советским боксёром Евгением Феофановым. Вскоре после окончания этих соревнований Карлос Лукас принял решение завершить карьеру спортсмена.